# Pasja trakavica
Pasja trakavica (lat. Echinococcus granulosus), vrsta trakavice iz porodice Taeniidae.
Pasja trakavica je najopasnija trakavica za čovjeka. Od svinjske (Taenia solium) i goveđe trakavice (Taenia saginata) razlikuje se jer za razvoj treba dva domadara. Domadari su različite vrste mesoždernih sisavaca iz porodice pasa (pas, vuk, lisica, čagalj...), a prijelazni domadari su ovca, koza, govedo, svinja, jelen ili čovjek. 
Čovjek se može zaraziti pasjom trakavicom preko zaraženog povrća ili dodirom pseće dlake na kojoj se nalaze oplođena jaja. Ona uđu u probavilo u kojem se zatim razvija onkosfera, koja probija stijenku crijeva, ulazi u venski krvotok iz kojeg može doći u jetru, pluća ili mozak gdje zatim razvija cistu (ehinokok) u kojoj se nalazi tekućina pod tlakom s puno zametaka koja može narasti do veličine dječje glave i najčešće ima smrtne posljedice ako se nastani u mozgu. Hrvatska je znanost među prvima u svijetu bila u otkrivanju ehinokokoze. Dr Ivan Hugo Botteri među prvima na svijetu uveo je kožni test za dijagnozu ehinokokoze, a test se zasnivao na osnovi alergijske kožne reakcije na alergen toga parazita.
Ako domadar (čovjek) pojede meso međudomadara (ovce, koze, goveda, svinje ili jelena) zaraženo cistom, u crijevu se iz zametaka razviju mlade pasje trakavice koje imaju samo tri proglotida: prvog nezrelog, drugog spolno zrelog i trećeg koji je oplođen tisućama oplođenih jajašaca Echinococcusa.

## Vanjske poveznice
|  | Zajednički poslužitelj ima još gradiva o temi Echinococcus granulosus |
|  | Wikivrste imaju podatke o taksonu Echinococcus granulosus             |